# هشام الفرحان
هشام عيسى عبد الله الفرحان  هو لاعب كرة قدم سعودي.

## مسيرة اللاعب
مثل نادي الروضة و انتقل إلى نادي الاتفاق في عام 2019 و أعير إلى نادي الثقبة مطلع عام 2020 و أعير إلى نادي هجر في صيف عام 2020 .